# Бланко (мис)
Мис Бланко́ (Кабо Бланко, Кап-Блан; арабська назва — Рас-бен-Сакка الرأس الأبيض) — мис на узбережжі Середземного моря в Тунісі.
Інколи помилково вважається крайньою північною точкою Африки (37°20' пн. ш. і 9°50' сх. д.). Насправді найпівнічнішою точкою континенту є невеличкий мис Рас-бен-Сакка на більшому мисі Рас-Енгела, що лежить за 950 м на захід від мису Бланко.